# Charles-Émile Tissot
Charles-Émile Tissot, auch in der Schreibweise Tissot-Daguette (* 20. Februar 1830 in La Ferrière; † 15. Mai 1910 in Le Locle; heimatberechtigt in Le Locle sowie La Ferrière), war ein Schweizer Uhrenfabrikant sowie Politiker (Liberale/FDP).

## Biografie

### Familie und Beruf
Der reformiert getaufte, aus La Ferrière in der Nähe von La Chaux-de-Fonds stammende Charles-Émile Tissot, Sohn des Uhrenfabrikanten Charles-Félicien Tissot (1804–1873), schloss eine Uhrmacherlehre in Le Locle ab. Im Anschluss absolvierte Tissot bis 1853 Praktika in den USA. Im gleichen Jahr eröffnete er mit seinem Vater eine Werkstatt in Le Locle, dort wurden mit fremden Teilen Taschenuhren hergestellt. Charles-Émile Tissot, der häufig Verkaufsreisen unternahm, wurde mit der Leitung der Uhrenfabrik Tissot betraut, die ihre Produkte hauptsächlich in Russland sowie den USA absetzte.
Charles-Émile Tissot war mit Françoise Sophie Amélie Favre verheiratet. Dieser Verbindung entstammten die Söhne Charles (1860–1936) sowie Paul-Edouard (1864–1939). Charles-Émile Tissot, der die Firmenleitung 1883 an seinen älteren Sohn übertrug, verstarb im Mai 1910 80-jährig in Le Locle.

### Politischer Werdegang
Charles-Émile Tissot, im Jahre 1848 Teilnehmer an der Neuenburger Revolution, präsidierte die Radikalen in Le Locle. Im Jahre 1858 wurde Tissot in den Generalrat (Legislative) von Le Locle gewählt, welchem er ohne Unterbrechung bis 1906 angehörte. Im Jahre 1865 erfolgte seine Wahl in den Neuenburger Grossrat, dort war er bis 1873 sowie von 1879 bis 1904 vertreten. Nach den Parlamentswahlen 1881 nahm Charles-Émile Tissot bis 1899 für seinen Kanton Einsitz in den Nationrat. Dort profilierte er sich als Experte für Industriefragen, darunter die Gesetze über die Edelmetallkontrolle sowie die Handelsverträge. Der Bundesrat delegierte Tissot an die Weltausstellungen von 1889 und 1893. Charles-Émile Tissot, 1868 Gründer der Uhrmacherschule in Le Locle, versah überdies das Amt des Eidgenössischen Inspektors der Uhrmacherschulen.